# Ińsko (jezioro)
Ińsko (niem. Enzigsee) – jezioro w Polsce, położone na Pojezierzu Ińskim, w województwie zachodniopomorskim, w powiecie stargardzkim, w granicach administracyjnych miasta Ińsko i gminy miejsko-wiejskiej Ińsko.

## Charakterystyka
Wody jeziora są I klasy czystości, powierzchnia 596 ha (w tym 3 wyspy o łącznej powierzchni 22,3 ha), największa z nich, będąca rezerwatem przyrody Wyspa Sołtyski, zajmuje około 20 ha, długość 5,4 km, szerokość 2,1 km, maksymalna głębokość 42 m; złożone z kilku rynien jeziornych; linia brzegowa dobrze rozwinięta (32 km); brzegi przeważnie wysokie, miejscami urwiste utworzone przez wzgórza morenowe o wysokości względnej do 30 m, północne zalesione; rzeźba dna jest bardzo urozmaicona.
Przez Ińsko przepływa rzeka Ina łącząc je z jeziorem Stubnica; na południowo-wschodnim brzegu leży miasto Ińsko; jezioro wchodzi w skład Ińskiego Parku Krajobrazowego; na północno-wschodnim brzegu Ińska znajduje się rezerwat leśny Kamienna Buczyna. Występuje tu rzadki w Polsce skorupiak będący reliktem epoki lodowcowej Pallasea quadrospinosa.
Ińsko ma 2 duże zatoki posiadające własne nazwy: Zatoka Miałka i Ścienne.
Jezioro znajduje się w obszarze specjalnej ochrony ptaków Ostoja Ińska programu Natura 2000.
Nazwę Ińsko wprowadzono urzędowo w 1949 roku, zastępując poprzednią niemiecką nazwę jeziora – Enzig See.
Jezioro Ińsko jest jednym z najpopularniejszych miejsc do nurkowania w województwie zachodniopomorskim, ze względu na łatwy dostęp, dobrą widoczność pod wodą, bogatą faunę i florę, a także zaplecze techniczne w miejscowych centrach nurkowania (Prodivers i Dive Devil). Dodatkowymi atrakcjami są: zatopiony samochód Trabant, Pontiac, choinka, łabędź z panki, anakonda z tworzywa (GKP Raffer), znaki drogowe, radiostacja wojskowa, garaż blaszany oraz biurko z pełnym sprzętem komputerowym. Od strony kąpieliska miejskiego wielkie głazy.